# 地下冒险
《地下冒险》是一款由Tim Martin和MicroGraphicImage公司制作和发行的平台游戏。游戏最初由MicroGraphicImage于1983年在北美雅达利8位家族平台发行，1985年12月6日在日本FC游戏机发行。
游戏坐落在一个巨大的洞穴。玩家在洞口的顶部，目的是探索整个洞穴。